# Люкселе
Люкселе (на шведски: Lycksele) е град в северната част на централна Швеция, лен Вестерботен. Главен административен център на едноименната община Люкселе. Разположен е около река Юмеелвен. Намира се на около 580 km на север от централната част на столицата Стокхолм и на около 120 km на северозапад от главния град на лена Умео. Получава статут на град през 1946 г. Шосеен транспортен възел, има жп гара и летище. Населението на града е 8513 жители според данни от преброяването през 2010 г.